# Advendo (Sneek)
Advendo is een muziekvereniging uit de Friese stad Sneek.
De muziekvereniging werd opgericht op 16 maart 1946. Tegenwoordig bestaat de vereniging uit:
- Drum- en showfanfare Advendo
- Drum- en showfanfare Jong Advendo (opgericht 1956)
- slagwerkgroep Afslag Sneek
- Dance-art (dansgroep)
- T-Brass (swingende kopergroep)
- Show Girls en Show Kids
- Advendo Music Kids
- Advendo Super Kids
- Advendo Slag & Vlag
- Interne Muziek Opleiding (IMO)
- Interne Dans Opleiding  (IDO)

Advendo verzorgt optredens in zowel binnen- als buitenland en verleent medewerking aan diverse taptoes, streetparades en corso's. De tambour-maître van het gezelschap is Erik Jan Brummel. Het gezelschap is wereldkampioen geworden op de marsparade tijdens de Wereld Muziek Concoursen in Kerkrade van 1997, 2001 en 2009. Tijdens het Wereld Muziek Concours van 2013 werd zowel Advendo als Jong Advendo kampioen op de marsparade. Ook is de groep vicewereldkampioen Show van 1997. In 2017 werd Jong Advendo wereldkampioen op zowel de show als de marsparade. In 2022 werd Advendo tijdens het 19e Wereld Muziek Concours wereldkampioen in de Championship Division Marching Parade.
Advendo heeft een verenigingsgebouw aan de Korte Vreugde in de wijk Noorderhoek I in Sneek.